# 용강중학교 (충남)
용강중학교(龍江中學校)는 대한민국 충청남도 부여군 구룡면 태양리에 있는 사립 중학교이다.

## 학교 연혁
- 1970년 7월 29일 : 학교법인 인가
- 1971년 1월 29일 : 용강중학교 설립 인가(12학급)
- 1971년 3월 9일 : 용강중학교 개교 및 입학식(3학급)
- 1982년 9월 27일 : 학교법인 명칭 변경 승인
- 1992년 2월 10일 : 학칙 변경 인가(12학급)
- 2016년 8월 22일 : 강태섭 이사장 취임
- 2016년 11월 9일 : 학교법인 삼선학원으로 명칭 변경 승인
- 2023년 3월 1일 : 제17대 강태균 교장 취임
- 2024년 1월 5일 : 제51회 졸업식(13명) 총 졸업생수 (7,355명)
- 2024년 3월 4일 : 신입생 입학식(18명)

## 참고 자료
- 용강중학교 - 한국교육학술정보원 학교알리미